# Dan Niculescu (1953)
Dan Niculescu (n. 14 martie 1953, București, România) este un fost jucător român și antrenor de baschet.

## Biografie
S-a născut la 14 martie 1953 la București. De la 11 ani, se poate spune că s-a dedicat pe viață baschetului, locul pe care îl frecventa cel mai des fiind cunoscuta sală de sport de la Liceul I.L. Caragiale din București. În clasa a 5-a a ajuns la Școala Sportivă 35, căreia i se mai spunea și „Fabrica de baschet” având în vedere că a dat numeroși baschetbaliști și bachetbaliste de valoare. Avea să fie campion la toate categoriile de juniori la care a activat. Omul care i-a pus mingea de baschet în mână a fost Valentin Dăscălescu. Iar în ultimii ani de liceu un important aport în șlefuirea sa l-a avut și George Chiraleu, cunoscut atât ca antrenor, cât și ca arbitru în baschetul nostru.
Fiind atât de bine pregătit, de pe băncile școlii a trecut direct la Dinamo București, în 1972. A fost o potrivire sentimentală, căci era dinamovist din tată în fiu. În alb și roșu avea să joace din 1972-1990 și 1992-1994, devenind un simbol al echipei, un lider de generație. A jucat cu numărul 9 de-a lungul întregii cariere. A câștigat 10 titluri naționale (1971-72, 1972-1973, 1973-1974, 1974-1975, 1975-1976, 1976-1977, 1978-1979, 1982-1983, 1987-1988, 1993-1994), o cupă (1980) și o dinamoviadă. A fost desemnat de 3 ori baschetbalistul român al anului. A fost coșgheterul campionatului în 1987 și 1989. Alte recorduri din cariera sa: 52 de puncte pentru Dinamo într-un joc cu Farul Constanța, 72 de puncte în finala CN de juniori de la Iași, 73 de puncte pentru formația franceză USM Olivet (ceea ce a făcut să se scrie despre el și echipa sa în celebrul cotidian „L’Equipe”). Este maestru emerit al sportului.
A mai jucat la Rapid între 1994-1997 și un sezon, 1997-98 tocmai la marea rivală, Steaua! Iar în străinătate, în Franța, în eșalonul 3 la USM Olivet (1990-1991) și la ADA Blois (1991-1992).
A evoluat de 204 de ori în echipa națională, înscriind peste 2.500 puncte, participând la 4 turnee finale de Campionat European de baschet (1973 în Spania, 1975 în Iugoslavia, 1985 în Germania de Vest, 1987 în Grecia). Este cel mai vârstnic jucător care a jucat în naționala României, fiindu-i component și la 50 de ani.
Dacă la juniori a mai jucat și extremă, la seniori a fost numai conducător de joc.
A antrenat pe Dinamo București, Rapid București, Steaua București, CS Otopeni, iar în străinătate pe Stade Nabeulien (2000-2002) în prima divizie a Tunisiei. La Dinamo, în afară de antrenor, a fost și director tehnic, și director de imagine, până în 2024, când s-a retras.
Educat, modest, având o fire pașnică, a reprezentat un model de fair-play, fiind respectat și de adversari, și de presă, de fapt de toată lumea.
În pofida rivalității ascuțite pe care a avut-o cu Steaua în timpul carierei de jucător activ, doi dintre componenții roș-albaștrilor, regretatul Petre Brănișteanu și Costel Cernat, au fost printre cei mai buni prieteni ai săi.
Ca un semn al destinului, pe când avea 4-5 ani, se plimba cu tatăl său (care era ziarist la Informația Bucureștiului) pe stradă. La un moment dat s-au întâlnit cu un cunoscut al tatălui său. A aflat că îl chema tot ca pe el, Dan Niculescu, și era baschetbalist. În discuția care a urmat, acel domn i-a spus printre altele tatălui său: „cine știe, poate într-o zi, puștiul tău ajunge pe mâna mea”. Extraordinar simț de anticipație aveau să dovedească mai târziu acele vorbe, deoarece nu numai că el urma să ajungă pentru decenii întregi antrenorul echipei la care pe-atunci încă juca, dar după 15 ani de la acel moment, acel puști chiar avea să-i devină elev, și nu unul oarecare, ci unul foarte important, pe care urma să se bazeze permanent, în funcție de care chiar își construia tacticile de abordare a adversarilor.